# 이당류가수분해효소
이당류가수분해효소(二糖類加水分解酵素, 영어: disaccharidase)는 이당류를 단당류로 가수분해하는 효소로 글리코사이드 가수분해효소이다. 다이사카라이데이스, 이당류분해효소라고도 한다. 인체에서 이당류가수분해효소는 대부분 솔가장자리라고 불리는 소장의 벽 부위에서 만들어지며, 이들을 "솔가장자리 효소(brush border enzyme)" 부류의 구성원으로 만든다.
이러한 효소들 중 하나의 유전적 결함은 젖당불내성 또는 설탕불내성과 같은 이당류불내성을 유발한다.

## 이당류가수분해효소의 예
- 락테이스 – 젖당을 포도당과 갈락토스로 분해함
- 말테이스 – 엿당을 2분자의 포도당으로 분해함
- 수크레이스 – 설탕을 포도당과 과당으로 분해함
- 트레할레이스 – 트레할로스를 2분자의 포도당으로 분해함

소장의 이당류가수분해효소에 대한 철저한 과학적 개요를 위해 OMMBID 75장을 참조할 수 있다.

## 같이 보기
- 가수분해효소
- 글리코사이드 가수분해효소

## 더 읽을거리
- Poley, J. R.; Bhatia, M.; Welsh, J. D. (1978). “Disaccharidase deficiency in infants with cow's milk protein intolerance. Response to treatment”. 《Digestion》 17 (2): 97–107. doi:10.1159/000198100. PMID 627328.
- Neale, G (1971). “Disaccharidase deficiencies”. 《J Clin Pathol Suppl (R Coll Pathol)》 5: 22–28. PMC 1176256.
- Laws, J. W.; Neale, G. (1966). “Radiological diagnosis of disaccharidase deficiency”. 《Lancet》 2 (7455): 139–143. doi:10.1016/S0140-6736(66)92424-X. PMID 4161630.
- Laws, J. W.; Spencer, J.; Neale, G. (1967). “Radiology in the diagnosis of disaccharidase deficiency”. 《The British Journal of Radiology》 40 (476): 594–603. doi:10.1259/0007-1285-40-476-594. PMID 4952296.